# Pod Trlinou
Pod Trlinou je přírodní rezervace poblíž obce Lesnice v okrese Šumperk. Oblast spravuje Agentura ochrany přírody a krajiny ČR. Důvodem ochrany je uchování přírodě blízkých lesních společenstev a fragmentu zachovalé kulturní krajiny luk, pastvin a mezí s výskytem řady chráněných druhů živočichů a rostlin.